# Andkhoy
Andkhoy (hay Andkhui) (tiếng Dari: اندخوی; tiếng Pashtun: اندخوی ولسوالۍ) là một thị xã tại tỉnh Faryab ở phía bắc Afghanistan, cao độ 316 m. Dân số thị xã này năm 2004 là 37.100. Thị xã này nằm ở phía bắc của tỉnh và phía bắc thị xã này giáp với Turkmenistan. Người ta cho rằng Alexander Đại đế đã thành lập nên thị xã này.